# Tobrilus grandipapilloides
Tobrilus grandipapilloides är en rundmaskart som först beskrevs av Heinrich Micoletzky 1922.  Tobrilus grandipapilloides ingår i släktet Tobrilus och familjen Tripylidae. Inga underarter finns listade i Catalogue of Life.